# Rito Valla
Rito Valla (Bologna, 1911 – Bologna, 1991) è stato uno scultore italiano, fratello dell'atleta Ondina Valla.
Formatosi assieme a Luciano Minguzzi all'Accademia di Belle Arti di Bologna, conseguito il diploma aprì uno studio in città insieme al pittore Mario Bonazzi. Da quel momento cominciò a realizzare sculture che si ispiravano all'arte plastica espressionistica novecentista, vicine ad artisti come Marino Marini e Giacomo Manzù. Di quest'epoca sono il San Giovannino, statua in cemento scarna e sofferta, L'Ostacolista, opera in bronzo che rappresenta lo slancio dell'atleta nella corsa, dedicata alla vittoria alle Olimpiadi di Berlino del 1936 della sorella Ondina, e l'altorilievo in terracotta Giovani atleti che cantano, opera con la quale partecipò alla XXII Biennale di Venezia e alla selezione di scultori e pittori italiani a Zurigo nel 1940. Questa imponente opera è stata donata alla Galleria d’arte moderna di Bologna.
La scultura realizzata dal Valla nel 1948 è collocata all'ingresso della Palazzina ex Direttissima (lato sud) della Montagnola porta il titolo Corruzione morale e violenza nazifascista e si ispira alla strage di Marzabotto.
Nel 1954, realizza il Monumento ai caduti di Malalbergo, opera dedicata ai caduti di tutte le guerre ed in particolare alle vittime civili causate dai numerosi bombardamenti aerei avvenuti sul capoluogo durante l'ultimo conflitto. Il monumento infatti è costituito da un gruppo statuario di due figure in cotto che rappresenta una madre che si trascina il proprio figlio morto, poste su uno zoccolo in mattoni rivestito con marmo.
Dopo una lunga pausa artistica, negli anni settanta l'artista torna alla scultura con una serie di fusioni in bronzo. Tra le opere di questo periodo si ricordano: Baccanale (1970), Il mito di Pasifae (1973), Amazzone ebbra (1973).
Dell'ultima fase sono Ballerina (1982) e Figura tragica (1983).
"La sua è una scultura di vitale corporeità in cui la pienezza classica viene resa con originalità di accento, mantenendo quella grazia e vivacità che ambisce a irrecuperabili miti",  come scrive Bresciaoggi in occasione di una sua mostra del 1984 a Brescia.

Sculture di Rito Valla
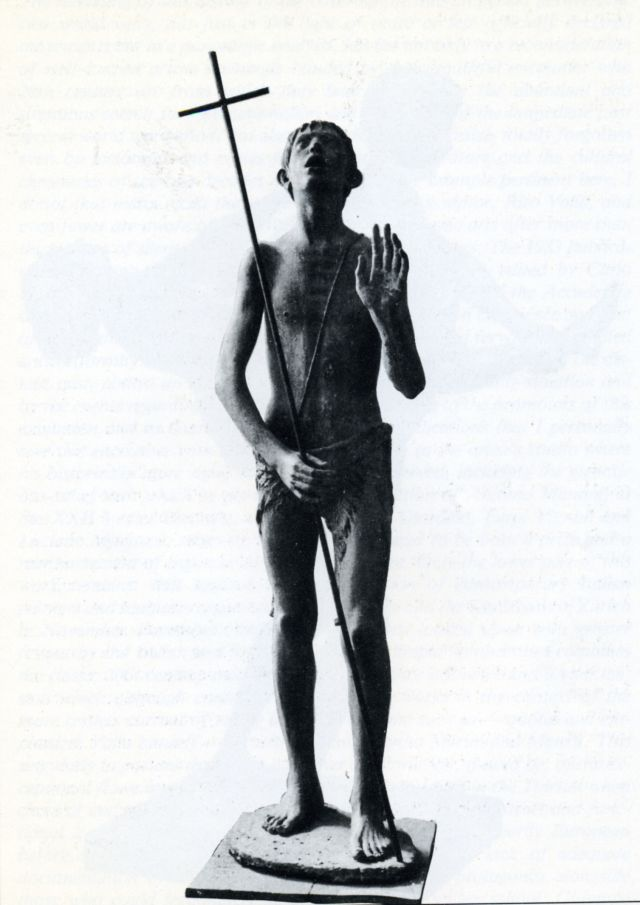
San giovannino, in cemento. Altezza cm 180 del 1938
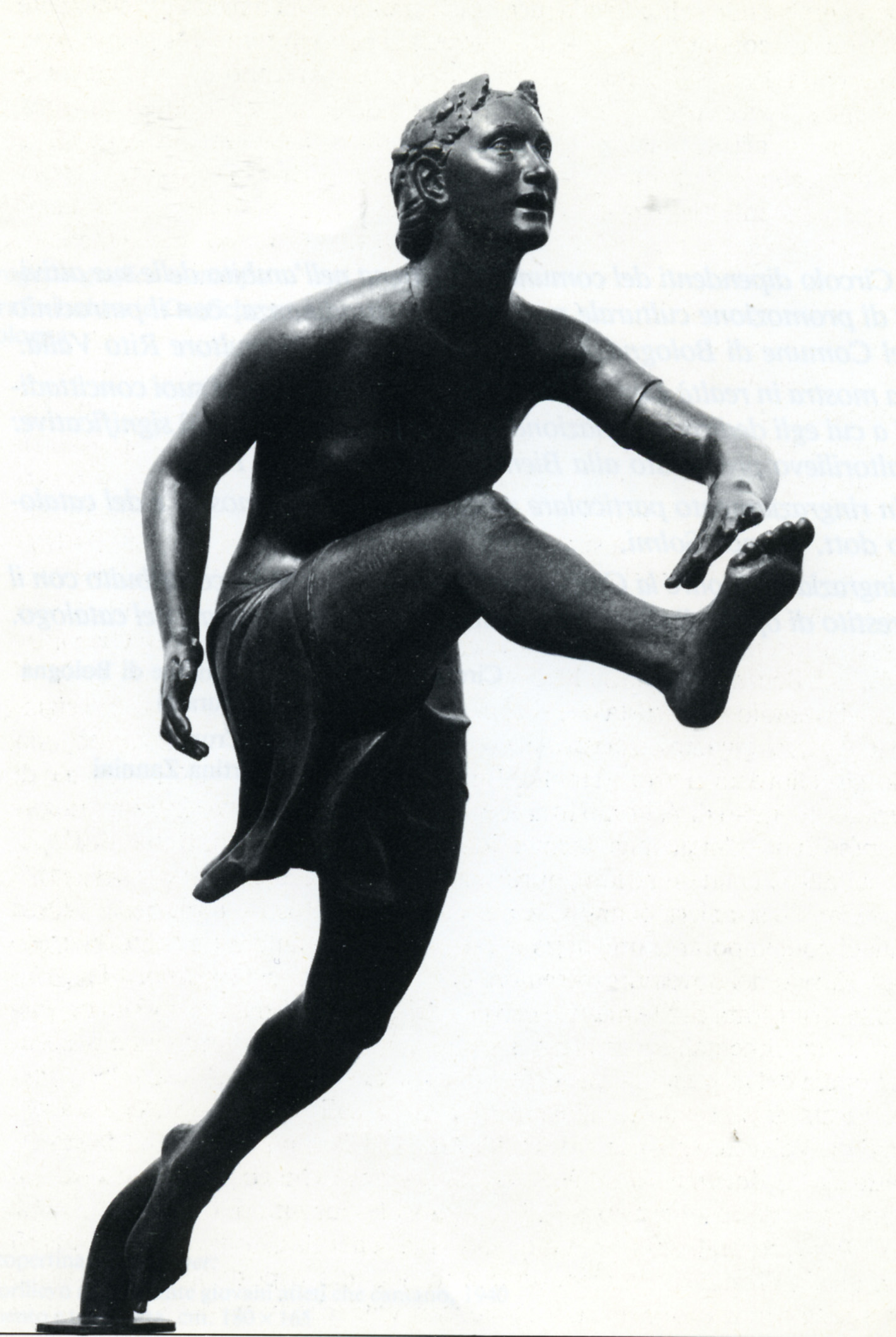
L'Ostacolista, in bronzo. Altezza cm 160 del 1938
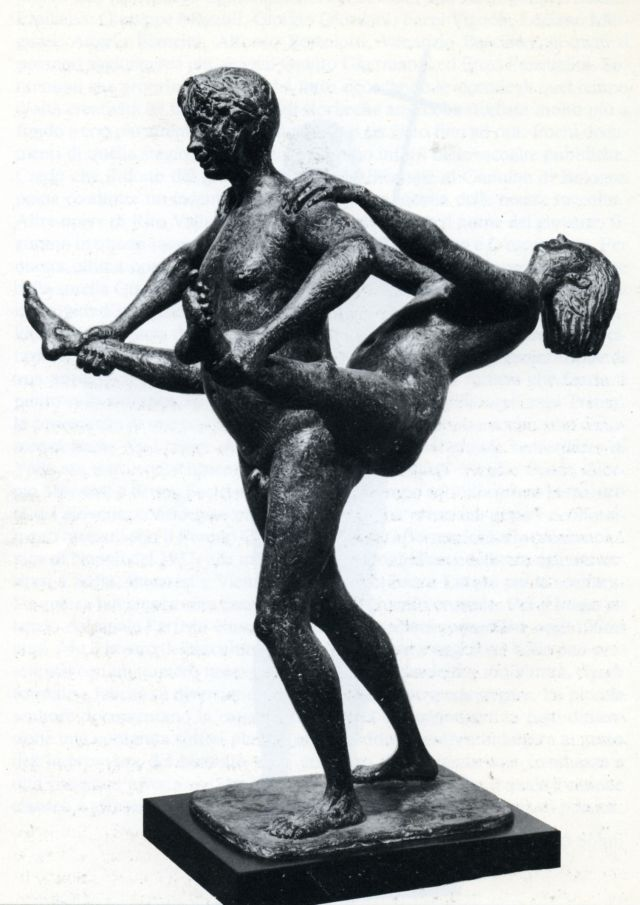
Baccanale, in bronzo. Altezza cm 55 del 1970
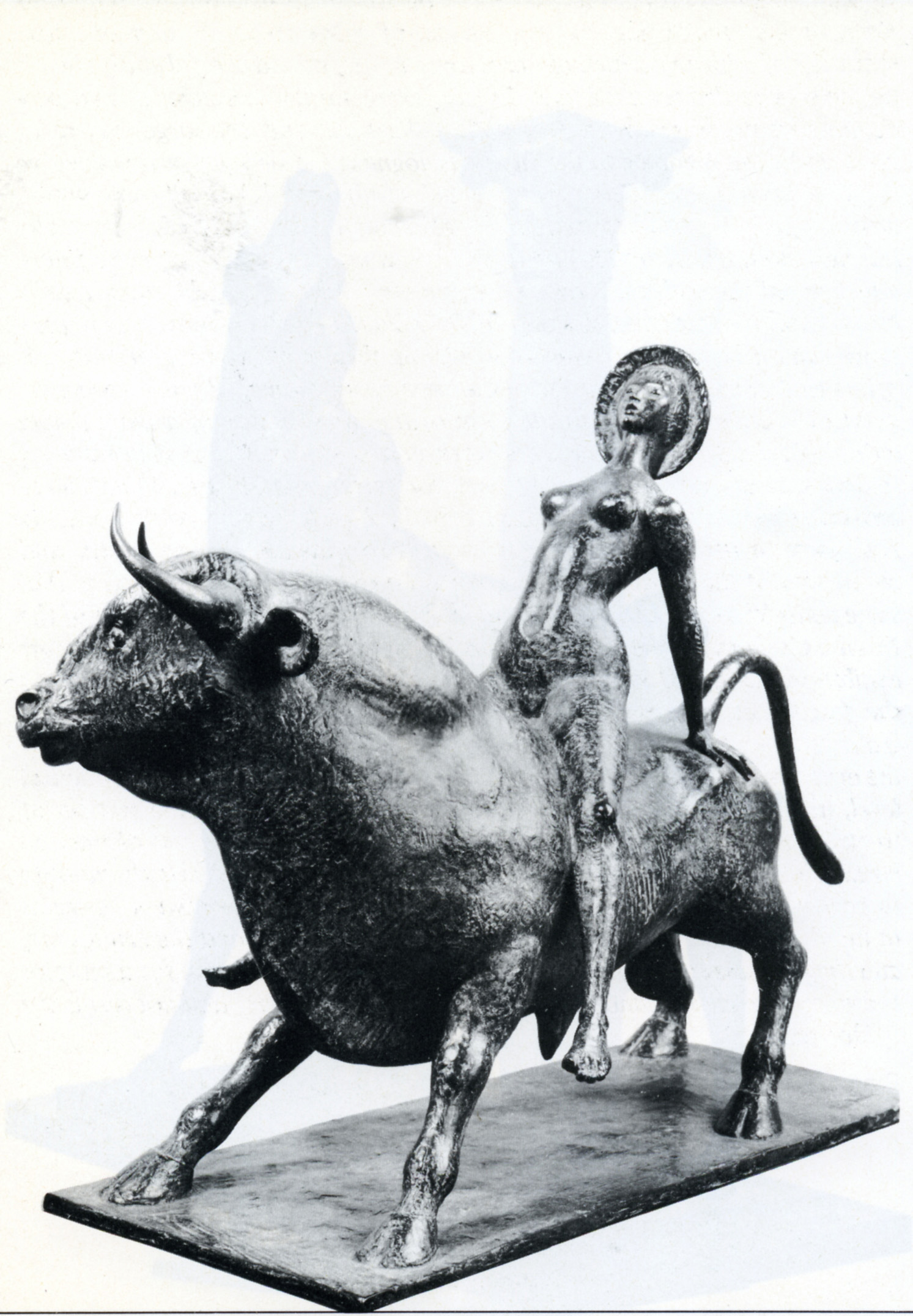
Mito di Pasifal, in bronzo. Altezza cm 70x60 del 1973
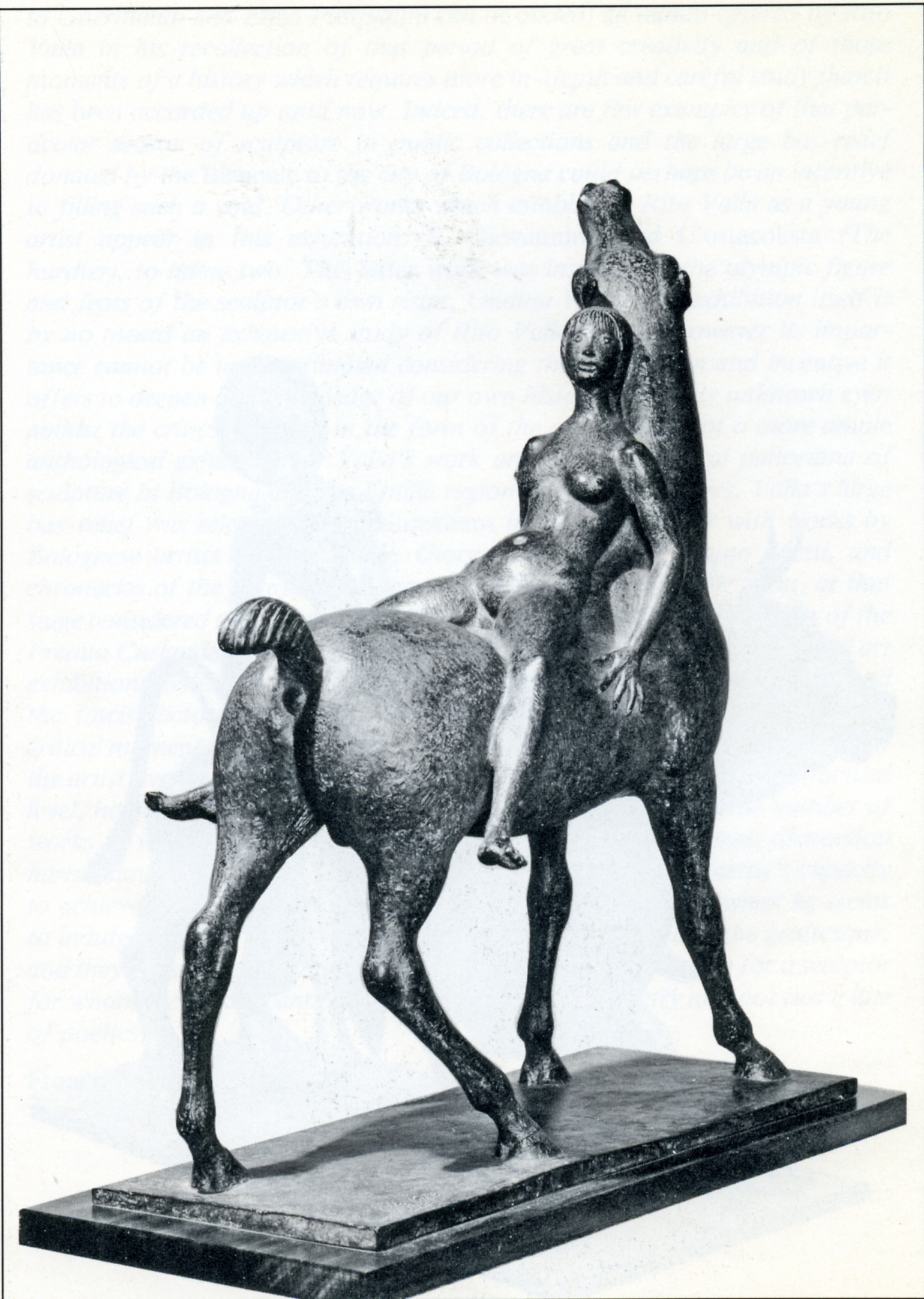
Amazzone Ebbra, in bronzo. Altezza 69x60 del 1973
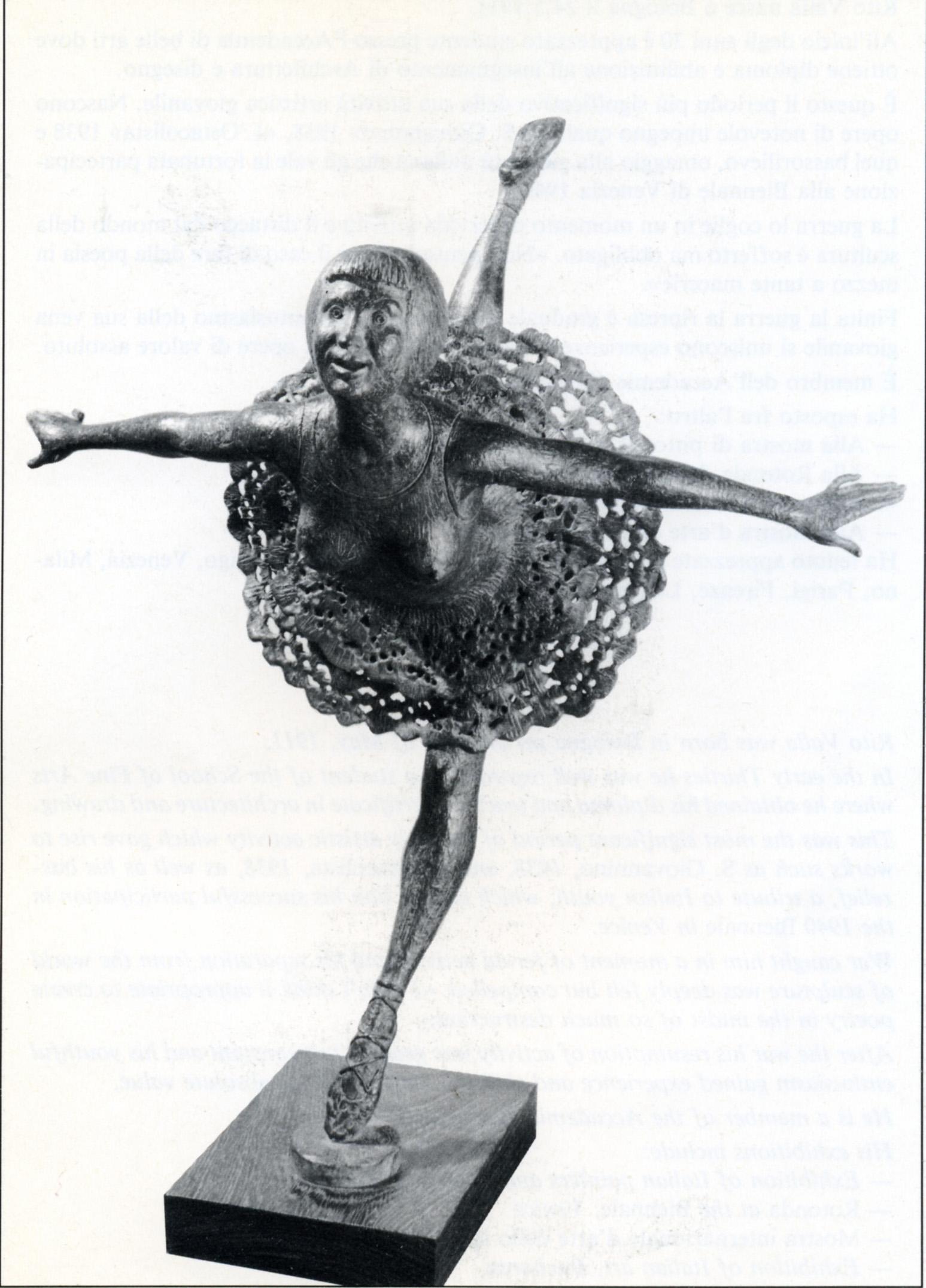
Ballerina col tutu, in bronzo. Altezza cm 55 del 1982
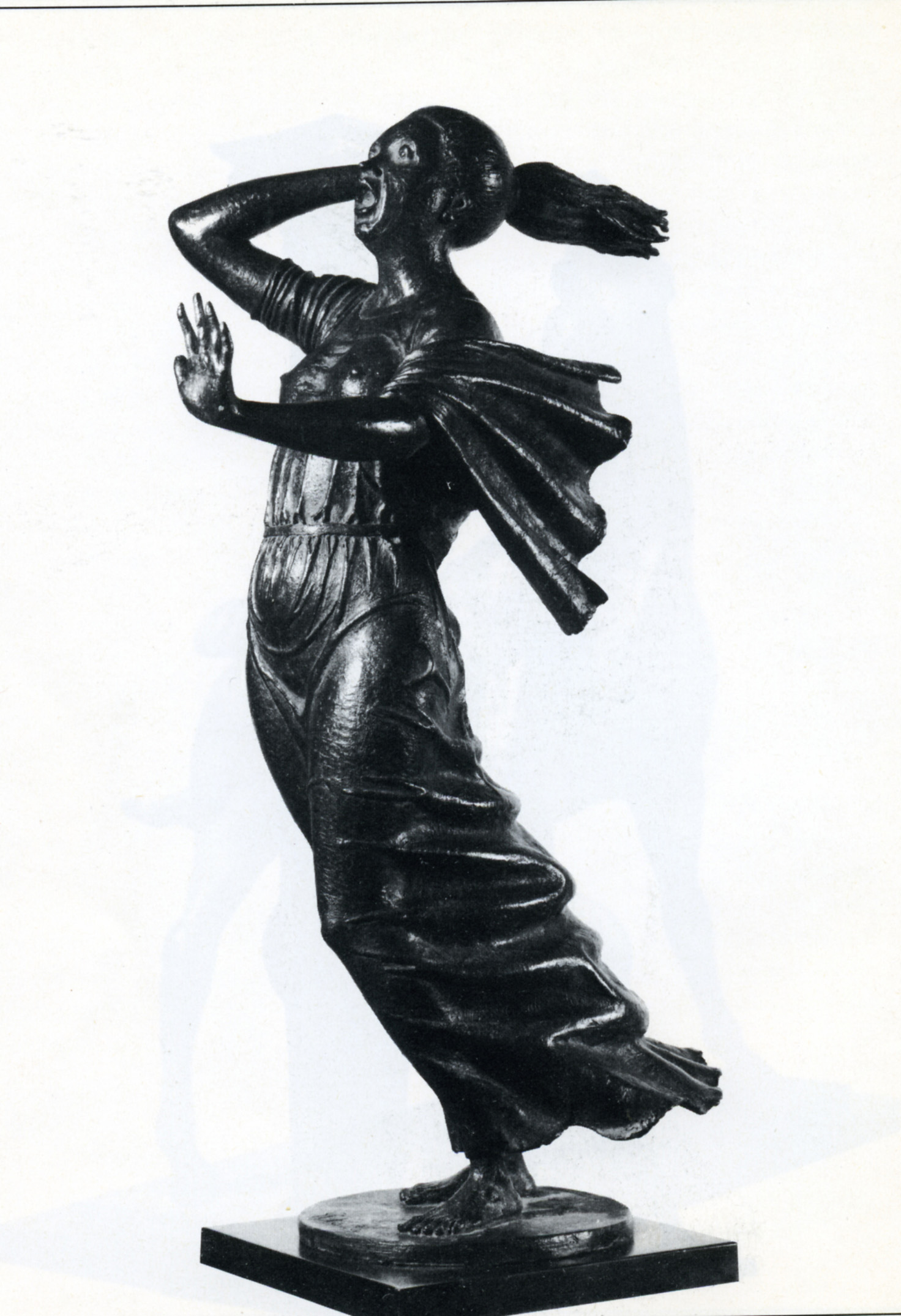
Figura tragica, in bronzo. Altezza cm 62 del 1983
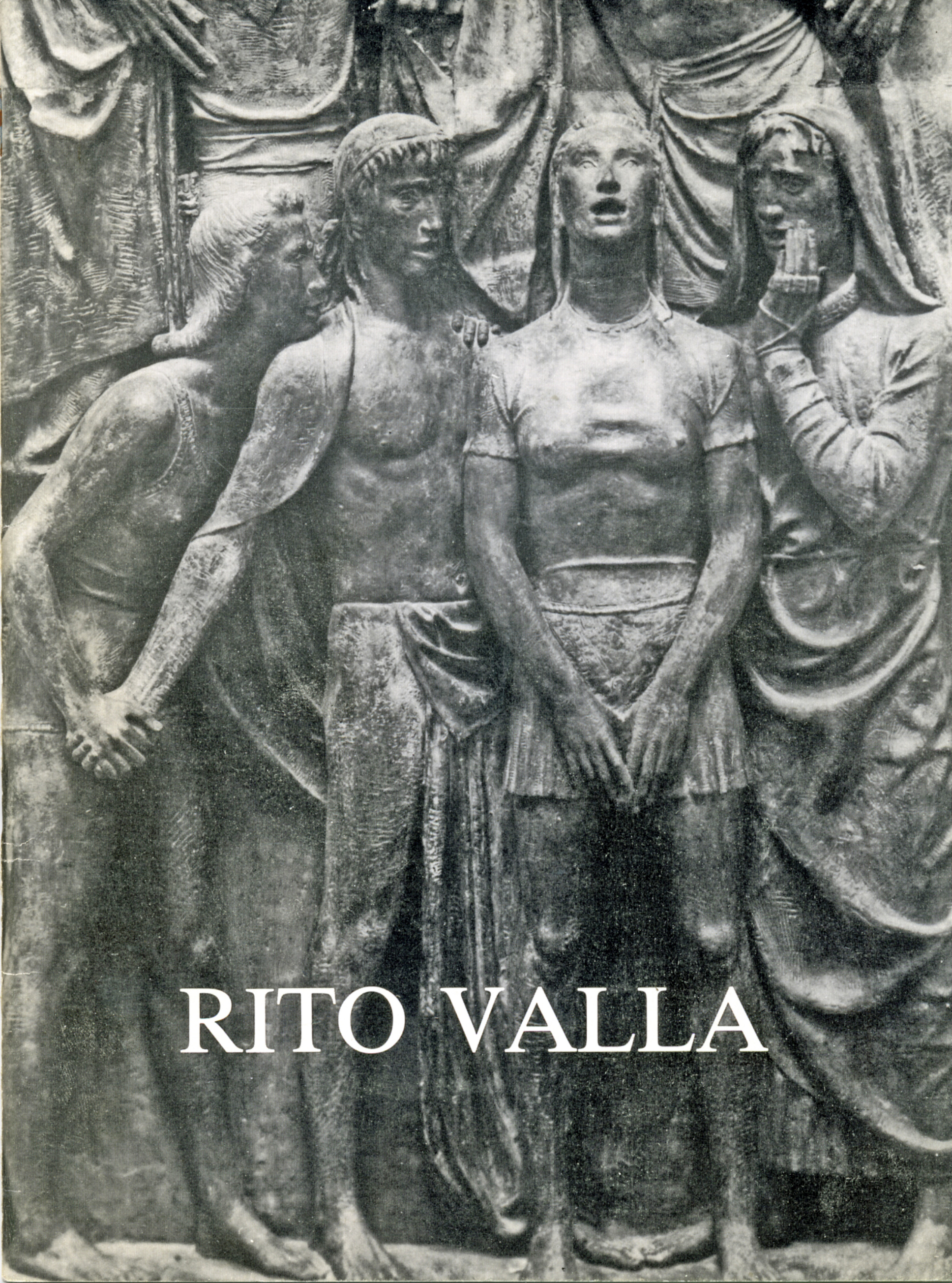
Giovani atleti che cantano, in cemento e terracotta. Altezza cm 180x165
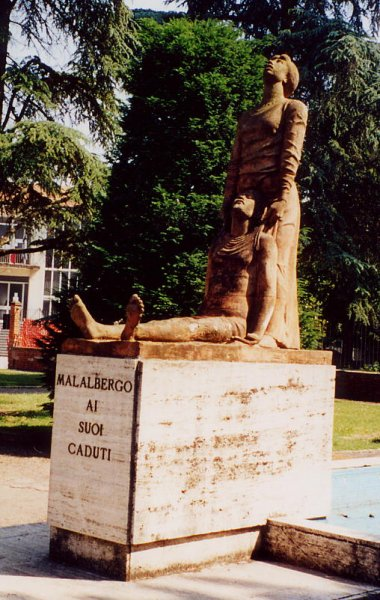
Caduti Malalbergo, in cotto. 1954
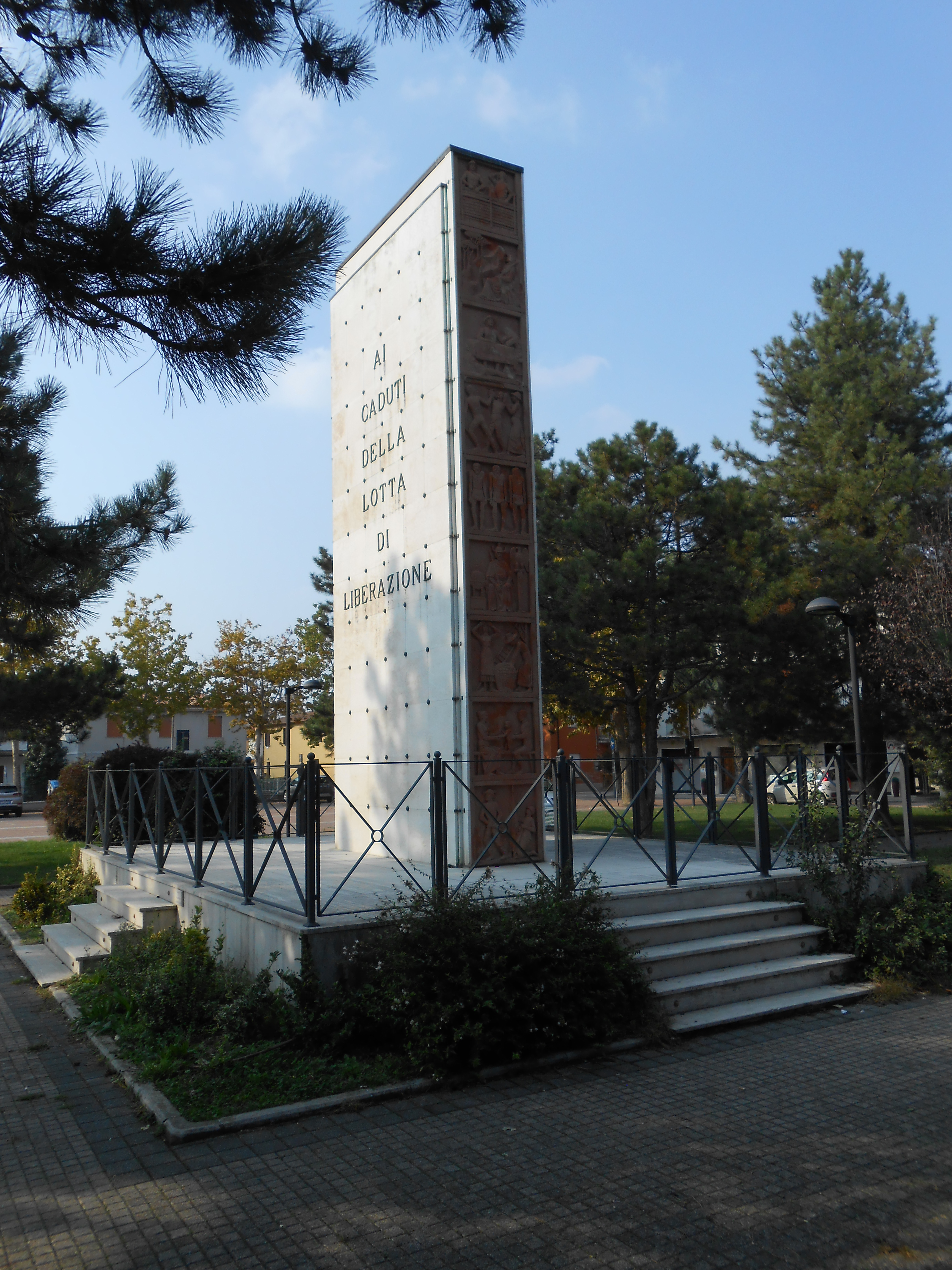
Monumento ai caduti, Altedo, Malalbergo